# IC 2083
IC 2083 ist eine linsenförmige Galaxie vom Hubble-Typ SB0 im Sternbild Dorado am Südsternhimmel. Sie ist schätzungsweise 568 Millionen Lichtjahre von der Milchstraße entfernt und hat einen Durchmesser von etwa 190.000 Lichtjahren. 

Im selben Himmelsareal befinden sich u. a. die Galaxien IC 2081, IC 2082, IC 2085, IC 2086.
Das Objekt wurde am 7. Dezember 1899 vom US-amerikanischen Astronomen DeLisle Stewart entdeckt.